# Гора Нансена
Гора Нансен — гора высотой 2 740 метров, возвышающаяся на крутом восточном склоне хребта Эйзенхауэра, в 17 километрах к югу от горы Бакстер, на земле Виктория. Открыта британской национальной антарктической экспедицией 1901—1904 года и назван в честь Фритьофа Нансена, норвежского исследователя Арктики, от которого Роберт Скотт получил много практических сведений для своей экспедиции.